# Aaron Schroeder
Aaron Harold Schroeder (Brooklyn, 7 september 1926 - Englewood, 2 december 2009) was een Amerikaans songwriter, componist en uitgever.
Schroeder werd in 1948 lid van de American Society of Composers, Authors and Publishers en is er opgenomen met meer dan 2000 liedjes. Een eerste hit had hij met At a Sidewalk Penny Arcade van Rosemary Clooney. Hij schreef verschillende succesnummers van Elvis Presley, waaronder 5 nummer 1-hits. Hij werkte ook veel samen met Abner Silver.
Van 1960 tot 1965 stond hij aan het hoofd van "Musicor Records", waar hij onder meer Gene Pitney en Blood, Sweat & Tears onder contract kreeg.

## Hits (selectie)
"It's Now or Never", "Stuck on You", "Good Luck Charm", "A Big Hunk O'Love", "I Got Stung", "The Man Who Shot Liberty Valance", "Only Love Can Break a Heart", "24 Hours from Tulsa" en "I'm gonna knock on your door".
- Bibsys: 90891584
- Biblioteca Nacional de España: XX1569380
- Gemeinsame Normdatei: 135036259
- International Standard Name Identifier: 0000 0001 1772 2948
- Library of Congress Control Number: no2007124564
- MusicBrainz: 3897c75a-a0b5-4c23-9ede-6bea1e1736bb
- Bibliotheek van het Japanse parlement: 001166696
- Nationale Bibliotheek van Polen: a0000002586728
- Trove: 1524562
- Virtual International Authority File: 79926727
- WorldCat: E39PBJfrHbGHyqxdGWvyFXxRrq